# Anthony Grant
Anthony Duvale Grant (Miami, 15 aprile 1966) è un allenatore di pallacanestro statunitense.

## Palmarès

### Allenatore
- Henry Iba Award (2020)
- Naismith College Coach of the Year (2020)
- Associated Press College Basketball Coach of the Year (2020)
- NABC Coach of the Year (2020)